# B Side Collection
『B Side Collection』（ビー サイド コレクション）は、國府田マリ子の裏面アルバム。1999年5月21日、KONAMIより発売。

## 解説
- 1曲を除き、それまで出した8cmシングルのカップリング曲（いわゆる『B面』）を収録したアルバムである。タイトルの『B Side Collection』はそこに由来する。
- 唯一カップリング曲でない「あいことばはBe!!」は、『ビー』の音繋がりで収録された。なお同音の「合言葉はBee!」は、『Beeメイツ』を見分けるために用いられた。

## 収録曲
1. Harmony
  - 作詞：國府田マリ子、作曲：松原みき、編曲：岩本正樹

1stシングル「僕らのステキ/Harmony」より
2. 誰のせいでもない二人
  - 作詞：戸沢暢美、作曲：松原みき、編曲：岩本正樹

2ndシングル「みみかきをしていると」より
3. まちぶせ
  - 作詞・作曲：荒井由実、編曲：新川博
  - 荒井由実の同名曲をカバー。

3rdシングル「私が天使だったらいいのに/まちぶせ」より
4. 終わらないアンコール
  - 作詞：國府田マリ子、作曲・編曲：南明男

4thシングル「夢はひとりみるものじゃない」より
5. どれだけ愛されるかじゃなくて
  - 作詞：國府田マリ子、作曲：松原みき、編曲：西川進

5thシングル「笑顔で愛してる」より
6. そばにいるから
  - 作詞・作曲：國府田マリ子、編曲：中村修司

6thシングル「風がとまらない」より
7. 言いだせなくて
  - 作詞：國府田マリ子、作曲：井上うに、編曲：中村修司

7thシングル「雨のちスペシャル」より
8. 大空の彼方へ
  - 作詞：國府田マリ子、作曲・編曲：西脇辰弥

8thシングル「Looking For」より
9. あいことばはBe!!
  - 作詞：國府田マリ子、作曲：松原みき、編曲：亀田誠治

PS用ゲームソフト『ツインビーRPG』エンディングテーマ
この作品にマドカ役で出演。
アルバム『ツインビーパラダイス 5th. Anniversary』より
同ゲームのオープニングテーマ「きっと、ずっと」も担当しており、それは『colorful』へ収録されている。
10. Sha-La-La〜ふたり〜
  - 作詞：國府田マリ子、作曲：松原みき、編曲：亀田誠治

9thシングル「コバルト」より
11. がんばれ!ローニン!（long version）
  - 作詞：國府田マリ子、作曲：井上うに、編曲：亀田誠治

10thシングル「大切に思えるものが一緒ならいいよね」より
12. 太陽で行こう
  - 作詞：國府田マリ子、作曲・編曲：奥居香

11thシングル「待っていました」より